# 長勇
長 勇（ちょう いさむ、1895年〈明治28年〉1月19日 - 1945年〈昭和20年〉6月23日）は、日本の陸軍軍人。最終階級は陸軍中将。

## 経歴
福岡県糟屋郡粕屋町出身。農業・長蒼生の長男として生まれる。中学修猷館、熊本陸軍地方幼年学校、中央幼年学校を経て、1916年（大正5年）5月、陸軍士官学校（28期）を卒業。陸士同期に白銀重二、森赳、中西良介、近藤新八、宮崎周一、一木清直らがいる。同年12月、陸軍歩兵少尉に任官し歩兵第56連隊附となる。陸士予科生徒隊付などを経て、1928年（昭和3年）12月、陸軍大学校（40期）を卒業。陸大40期には額田坦、今井武夫、片倉衷らがいる。
陸大卒業後の1929年（昭和4年）1月、歩兵第48連隊中隊長。次いで参謀本部附勤務（支那課）となる。1930年（昭和5年）に橋本欣五郎らと桜会を結成。同年12月、参謀本部部員。1931年（昭和6年）の三月事件・十月事件を計画。橋本らと同様に処分を受けるが軽い処分で済んでいる。十月事件での長の役割は、首相官邸を襲撃し全閣僚を殺害するというもので、長は新内閣樹立の際は警視総監に就任する予定であったが保護検束されている。
1931年（昭和6年）8月、陸軍歩兵少佐に進級。1933年（昭和8年）8月、台湾歩兵第1連隊大隊長。第16師団留守参謀を経て、1935年（昭和10年）12月、陸軍歩兵中佐に昇進し参謀本部部員（支那課）となる。兼陸大教官、参謀本部附（漢口武官）を歴任する。
1937年（昭和12年）8月、第二次上海事変が勃発すると、上海派遣軍参謀として出征。中支那方面軍が編成されると同方面軍参謀を兼務する。同年12月、朝香宮鳩彦王指揮下の情報主任参謀として、南京攻略戦に参加。南京城外の長江の河港地域に難民約13万人が対岸に渡れず残っていると聞いて、「ヤッチマエ」と処刑するように命じ、それを知った中支派遣軍司令官の松井石根大将に窘められ、指示を取り消すような態度を取りながら、確認の電話に再度「ヤッチマエ」と命じた、という逸話がある。
1938年（昭和13年）3月、朝鮮軍隷下の歩兵第74連隊長となり、同年7月、陸軍歩兵大佐に進級。張鼓峰事件に参戦。1939年（昭和14年）3月、第26師団参謀長。台湾軍司令部付、印度支那派遣軍参謀長、第25軍参謀副長、陸軍省軍務局付などを経て、1941年（昭和16年）10月、陸軍少将に進級。同年11月、南方軍司令部附（仏印機関長）となり太平洋戦争（大東亜戦争）に出征。
1942年（昭和17年）7月、兼軍務局附となり、第10歩兵団長、参謀本部附を歴任。1944年（昭和19年）3月、関東軍総司令部附。同3月1日より機動第一旅団長。同年6月に参謀本部附となり、同年7月、沖縄防衛を担当する第32軍の参謀長となる。1945年（昭和20年）3月、陸軍中将に進級。沖縄戦を戦うがアメリカ軍に追い詰められ、1945年6月23日（22日とする説もある）摩文仁丘の洞窟内の第32軍司令部で、第32軍司令官の牛島満大将とともに割腹自決。

### 最期について

#### 八原博通大佐の証言
沖縄戦から生還した第32軍高級参謀の八原博通大佐は、自決しようとする長から「八原、後学のため余の最後を見よ」と言われ、自決の一部始終を見届けたと語っている。(但し他の目撃者の証言ではこのような発言は無かったとの証言もある。)

#### 米国国立公文書館の記録
長の最期については、元沖縄県知事の大田昌秀が、米国国立公文書館で発見した米軍文書と長のものとされる遺骸が写された写真から、割腹自決では無く、青酸カリによる服毒自殺だったと主張している。しかし青酸カリは各将兵へ支給されていないため、自決は自刃か拳銃によるものが大半である。
6月25日、沖縄憲兵隊副官の萩之内中尉は米軍の要請により、摩文仁の軍司令部壕で牛島軍司令官と長参謀長の遺体を確認した。

## 墓所・家系
- 1951年（昭和26年）、長の出身地である福岡県糟屋郡粕屋町の江辻山に、長の墓碑やブロンズ胸像が建立されている[4]。東京都あきる野市の西多磨霊園にも長の墓碑が建立されている。
- 福岡県糟屋郡粕屋町の長家は、加賀藩の家老（加賀八家の一つ）で明治維新後に華族となり男爵に叙された長氏の一族とされるが、日本中世史を専門とする歴史家の本郷和人は「事実か否か確認できていない」とする[5]。

## 逸話
- 参謀経験が豊富でありながら豪快な性格の猪突猛進型の軍人で、戦時国際法 （非戦闘員の保護)を軽視した[6]。
- 上記南京での約13万人の難民処刑命令のことと思われるが、田中隆吉はその著書に、長勇自身が「日本軍が鎮江に至ったとき、約三十万の中国兵が投降してきたので処刑した」「これで通州事件の復讐が出来た」と語ったことを書いている[7]。（司令官の松井石根は南京城市包囲完了後、保養地として知られた湯水鎮に滞在し、長勇もそこにいた。湯水鎮は南京行政区の中だが南京城市より鎮江市に近い場所にある。長勇自身が鎮江に行ったとき、約13万人の兵・市民らを処刑したの田中の記憶違いか。）
- 尾張徳川家第19代当主である徳川義親の晩年の回想録に、南京攻略戦直後に長勇がフィクサーの藤田勇に語った話として「南京城の一方から揚子江沿い沿いに女・子どもを交えた市民の大軍が怒濤のように逃げていく」「そのなかに多数の中国兵が紛れこんでいる」「そこで機関銃をすえている兵士に撃てと命じたが、兵士は躊躇して撃たなかった」「そこで激怒して『人を殺すのはこうするんじゃ』と軍刀でその兵士を袈裟懸けに切り殺した」「驚いたほかの兵隊が、いっせいに機関銃を発射し、大殺戮となった」とあり、「長は自慢げにこの話を藤田にしたので、藤田は『長、その話だけはだれにもするなよ』と口どめしたという」との話が出て来る[8]。
- 沖縄戦において、第32軍高級参謀の八原博通大佐が立案し、軍司令官の決裁を得ていた持久戦に徹する方針を転換し、嘉手納および読谷飛行場を奪回するため散発的な突撃を繰り返し実行させ、第32軍の戦力を大きく削ぐ結果となった[注 2]。
- 寝言をいう癖があった。司令部壕で寝ながら「母ちゃん痛い！」と幼少時の実母に折檻されている夢をみていたと、八原が手記に書き残している。
- 1944年、沖縄県に配備された兵による強姦事件が発生した際、県当局の抗議に対し、第32軍参謀長の長は「こうした騒ぎが起きるのは慰安所がないからである」として、慰安所の設置を提案した[10]。しかし沖縄県知事の泉守紀が「ここは満洲や南方ではない。少なくとも皇土の一部である。皇土の中にそのような施設を作ることはできない」と拒否したことが、軍への非協力的態度とみなされ泉が沖縄戦直前に転任させられる一因になったという[10]が、実際の沖縄戦直前の転任は泉自身の転任工作によるものである。泉は沖縄県知事の仕事に嫌気が差しており、在任中の約1年半超の内の約3分の1の期間を出張などの名目で沖縄を留守にしていた。また、大蔵省の幹部を務めていた実兄ら親族や近しい知人幹部らに密かに転任工作を依頼しており、沖縄戦が始まる2ヶ月前の1945年1月に香川県知事として異動した。[要出典]このため、「命惜しさに県民を見捨てて逃亡した卑怯者」と蔑視されることもある。
- 第32軍司令部・管理部付衛兵司令の濱川昌也軍曹（沖縄出身）の証言によると、6月21日、米軍迫る摩文仁の司令部壕で、隣にいる軍司令官牛島満に声をかけた長は、「なあー閣下、沖縄の住民は実によくやってくれた。日本国のどこが戦場になっても、これほど住民が協力してくれなかっただろう。伊平屋島に天の岩戸があるとの事だが、この沖縄こそ、まさに高天原の国だ。大和の国発祥の地で生涯を終えるとは幸せだ」と話していたという[11]。

## 長勇を演じた人物
- 重臣と青年将校 陸海軍流血史（1958年、新東宝） - 杉山弘太郎
- 激動の昭和史 沖縄決戦（1971年、東宝） - 丹波哲郎
- 報道ドラマ 生きろ 〜戦場に残した伝言〜（2013年、TBS） - 田中要次
- 島守の塔 (2022年、ポニーキャニオンエンタープライズ)   - 成田浬